# Centro Comercial Imaginalia
Imaginalia es un centro comercial situado en la ciudad española de Albacete. Localizado al noroeste de la capital albaceteña, en el barrio de Imaginalia, es el mayor centro comercial de Castilla-La Mancha.
Cuenta con una superficie comercial de 45 000 metros cuadrados, compuesta, entre otros, por un hipermercado Alcampo, Media Markt, Yelmo, Toys "R" Us o Burger King. Alrededor del centro comercial, bordeándolo, se sitúa un parque comercial que incluye enseñas como Leroy Merlin, Mercadona, Lidl, Aldi, McDonalds, KFC, Popeyes Louisiana Kitchen o un hotel B&B. Cuenta con aparcamiento al aire libre, además de aparcamiento subterráneo con 2100 plazas.
El centro fue inaugurado en 2006, desarrollado por Procom. Posteriormente fue adquirido por Axa, quien lo vendió al fondo inversor internacional Benson Elliot en 2014.